# Ataxigamia tatei
Ataxigamia tatei är en kackerlacksart som beskrevs av Johann Gottlieb Otto Tepper 1893. Ataxigamia tatei ingår i släktet Ataxigamia och familjen jättekackerlackor. Inga underarter finns listade.